# Gavrila Derzjavin

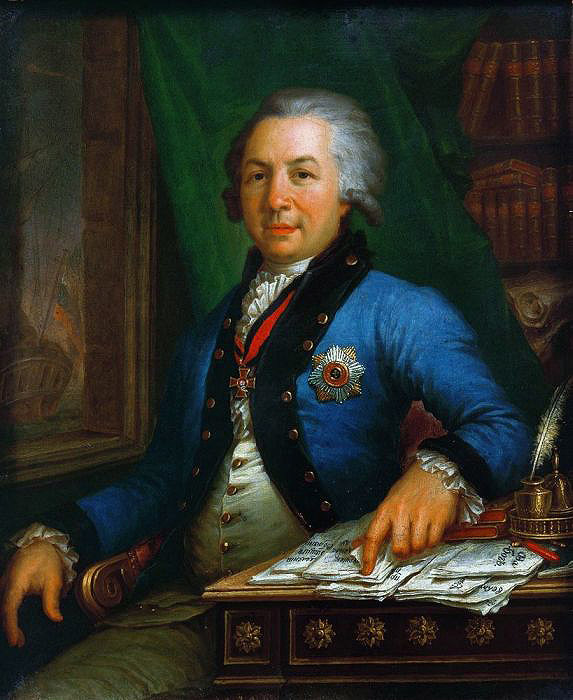
Gavrila Derzjavin. Schilderij van Vladimir Borovikovski.

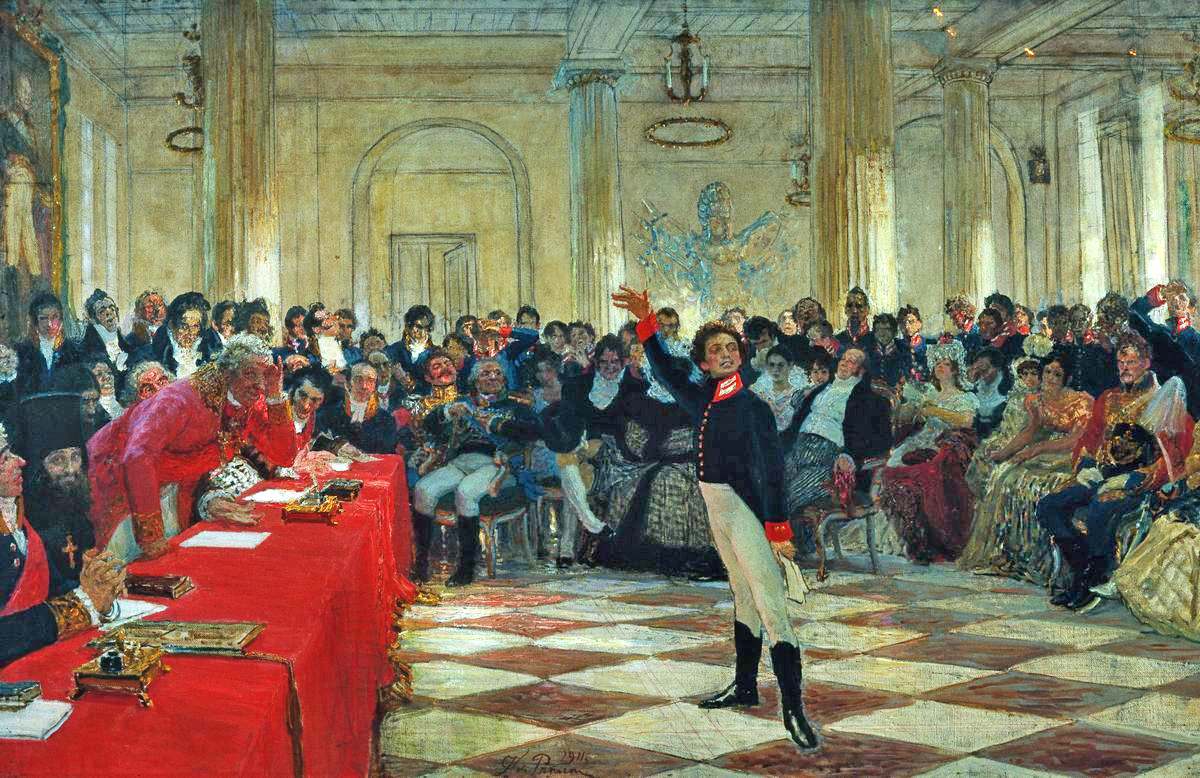
De 14-jarige Poesjkin draagt een gedicht voor voor Derzjavin. Schilderij van Ilja Repin (1911).

Gavrila Romanovitsj Derzjavin (Russisch: Гаврила Романович Державин) (Kazan, 14 juli 1743 - Novgorod, 20 juli 1816) wordt algemeen beschouwd als de grootste Russische dichter uit de periode voor Aleksandr Poesjkin. Zijn stijl is voornamelijk classicistisch, maar zijn beste werken tonen invloeden van de Metaphysical poets.
Derzjavin was van eenvoudige komaf, maar wist met zijn gedichten de gunst te winnen van Catharina de Grote. In 1784 werd hij benoemd tot gouverneur van Olonets en in 1785 werd hij gouverneur van Tambov. Hij werd persoonlijk secretaris van Catharina in 1791, president van de Handelskamer in 1794 en minister van Justitie in 1802. In 1803 ging hij met pensioen en bracht hij de rest van zijn leven door op zijn landgoed in Tsvanka bij Novgorod, waar hij zich volledig aan het schrijven van verzen wijdde. Hij werd begraven in het Choetinklooster in Tsvanka en later tijdelijk door de Sovjet-Unie herbegraven in het kremlin van Novgorod.
Derzjavin is vooral bekend van zijn odes, die opgedragen werden aan de tsarina en andere hovelingen. Zijn odes waren moeilijk in bestaande genres in te delen, en Derzjavin gebruikte vaak humor en satire in zijn odes. In tegenstelling tot andere classicistische schrijvers bracht Derzjavin veel detail aan in zijn werken, zoals de kleur van het behang in zijn slaapkamer of zijn ontbijt. Vaak gebruikte hij alliteratie maar ook varieerde hij het ritme van zijn gedichten tot een punt dat een kakofonie ontstaat. 
Derzjavins invloed reikt verder dan alleen zijn tijdgenoten. In de 18e eeuw was Derzjavin een belangrijker inspiratiebron dan Poesjkin voor de dichter Nikolaj Nekrasov. Derzjavins gebroken ritmes werden in de 20e eeuw opgepakt door Marina Tsvetajeva.
Zijn belangrijkste werken zijn:
- De dood van prins Mesjtsjerski (1779)
- Ode aan Felicia (1784)
- God (1785)
- Waterval (1794) (naar aanleiding van de dood van prins Grigori Potjomkin)
- De goudvink (1800), een elegie naar aanleiding van de dood van zijn vriend Aleksandr Soevorov